# Groeneveld
Groeneveld è un'ex-municipalità dei Paesi Bassi situata nella provincia dell'Olanda Meridionale. Soppressa nel 1855, il suo territorio, fu accorpato alla municipalità di Hof van Delft.